# تولفنامیک اسید
تولفنامیک اسید (انگلیسی: Tolfenamic acid) (با نام‌های تجاری Clotam و Tufnil) یک عضو از مشتقات اسید آنتوانیلیک (یا Fenamate) از داروهای NSAID کشف شده توسط دانشمندان در شرکت داروسازی Medica در کشور فنلاند است. همانند سایر اعضای کلاس، این دارو یک مهارکننده سیکلواکسیژناز است و از تشکیل پروستاگلاندین‌ها جلوگیری می‌کند.
این دارو در انگلستان به عنوان درمان برای میگرن به کار می‌رود. این دارو به طور کلی در ایالات متحده آمریکا موجود نیست. این دارو در برخی از کشورهای آسیایی، آمریکای لاتین و اروپایی به عنوان یک داروی عمومی برای انسان و حیوانات موجود است.